# カスカード
カスカード（英語: Cascade、フランス語: Cascade、セーシェル・クレオール語: Kaskad）は、セーシェルの地区のひとつ。

## 隣接行政区画
- ポワント・ラ・リュ
- アンス＝オー＝パン
- オー・カップ
- アンス・ボワロー
- グラン・アンス・マーヘ
- レス・マメール
- ロッシュ・カイマン